# جاك كولينس
جون وليام «جاك» كولينس (بالإنكليزية: John William "Jack" Collins) ولد في 23 أيلول 1912 وتوفي في 2 تشرين الثاني 2001) وهو لاعب شطرنج أمريكي وكاتب ومعلم. في عام 1943 فاز فيشر ببطولة مطابقة لبطولة الولايات المتحدة الأمريكية. وفي عام 1952 فاز ببطولة نيويورك للشطرنج. كما فاز ببطولة نادي مارشال للشطرنج المقامة في 1953.

## روابط خارجية
- جاك كولينس على موقع مباريات الشطرنج (الإنجليزية)